# 50 Dywizja Piechoty (II RP)
50 Dywizja Piechoty, Dywizja „Brzoza”, 50 DP (rez.) – wielka jednostka piechoty Wojska Polskiego II RP improwizowana w kampanii wrześniowej 1939.

## Formowanie i walki
50 Dywizja Piechoty (Rezerwowa) pod dowództwem płk. w st. sp. Ottokara Brzozy-Brzeziny wchodziła w skład Samodzielnej Grupy Operacyjnej „Polesie” gen. Franciszka Kleeberga. Powstała ze Zgrupowania „Brzoza”, sformowanego przez płk Brzozę-Brzezinę w rejonie Małoryty, które 26 września weszło w skład „Grupy Poleskiej”, oraz dołączonego do niego 28 września zgrupowania „Drohiczyn Poleski” ppłk Kazimierza Gorzkowskiego. Tego dnia rozkazem dowódcy SGO „Polesie” została dokonana jej reorganizacja i właśnie wtedy formalnie utworzono 50 DP. Uczestniczyła we wszystkich walkach SGO „Polesie”: 1 października obsadziła Kock oraz wsie Talczyn, Annopol i Pasmugi, a następnie walczyła pod Serokomlą, 3 października uderzyła na Stoczek, jednak wskutek słabego wsparcia artylerii natarcie załamało się w silnym ogniu artylerii niemieckiej, dywizja otrzymała rozkaz przesunięcia się w nocy do rejonu Adamów – Burzec, 5 października brała udział w zaciętych walkach z niemiecką 13 DP Zmot. z rozkazem utrzymania Adamowa i Krzywdy. Następnego dnia skapitulowała wraz z resztą zgrupowania.

## Organizacja i obsada personalna
Organizacja i obsada personalna
Dowództwo 50 Dywizji Piechoty
- dowódca dywizji – płk w st. sp. Ottokar Brzoza-Brzezina
- dowódca piechoty dywizyjnej – ppłk Kazimierz Franciszek Gorzkowski
- dowódca artylerii dywizyjnej – ppłk Henryk Dudek (do 27 IX)
- dowódca artylerii dywizyjnej – ppłk Stanisław Asłanowicz
- szef sztabu – ppłk dypl. Zenon Wiesław Adamowicz
- kwatermistrz – mjr dypl. Henryk Filip Bezeg (do 25 IX)
- kwatermistrz – płk w st. sp. Tadeusz Łakociński (od 26 IX)

- 178 pułk piechoty
  - dowódca – mjr st. spocz. Tadeusz Król (do 1 X)
  - dowódca – ppłk Władysław Michał Dec (od 1 X)

- 179 pułk piechoty
  - dowódca – ppłk Michał Karol Gumkowski (do 29 IX)
  - dowódca – ppłk piech. Władysław Żabiński
  - I adiutant – kpt. piech. st. sp. Paweł Cyms

- 180 pułk piechoty
  - dowódca – mjr piech. Franciszek Pająk
- dywizjon artylerii lekkiej 50 DP – kpt. Marian Poraj-Jankowski
- batalion saperów – mjr Cyprian Ułaszyn
- kompania łączności – por. Rostkowski
- kolumna samochodowa – por. art. rez. Jakub Otto Finkenstein
- pluton pieszy żandarmerii nr 92 – kpt. Grzegorz Czeski